# Marseille-Saint-Charles järnvägsstation
Marseille-Saint-Charles är den centrala järnvägsstationen i Frankrikes näst största stad Marseille, belägen i stadsdelen Saint-Charles i 1:a arrondissementet.

## Historia
Den äldsta delen av stationsbyggnaden uppfördes 1848, på en höjd i nordöstra utkanten av den dåvarande stadskärnan, vid platsen för den tidigare Saint-Charles-kyrkogården. Järnvägsbolaget Compagnie du chemin de fer d'Avignon à Marseille hade stationen som ändstation för järnvägen Avignon–Marseille. Från 1857 drevs trafiken av järnvägsbolaget Compagnie des chemins de fer de Paris à Lyon et à la Méditerranée som trafikerade linjen Paris–Lyon–Marseille och Franska rivieran.
Stationen var den huvudsakliga bytespunkten för resande från Frankrike söderut mot de franska kolonierna i Afrika och Asien. De flesta resande till och från kolonierna anlände till Saint-Charles järnvägsstation, där ett stort antal hotell för resande snart byggdes i omgivande kvarter. Härifrån kunde resande fortsätta och byta till färja eller kryssningsfartyg vid Marseilles hamn i stadsdelen La Joliette. Den monumentala trappan som leder upp till stationen på södra sidan uppfördes 1925 och är utsmyckad med en allegori över de franska koloniala besittningarna.
Passagerartrafiken på stationen ökade i samband med att Marseilles tunnelbana byggdes ut från 1970-talet och framåt, samt i och med färdigställandet av TGV-snabbtågslinjen till Paris via Lyon 2001. Idag har TGV-tågen en större marknadsandel än inrikesflyget på sträckan Marseille-Paris, med en restid på tre timmar till Gare de Lyon i Paris.

### Incidenter
Den 1 oktober 2017 knivmördades två kvinnor av en terrorist på Marseille-Saint-Charles-stationen.

## Trafik
Järnvägsstationen trafikeras av lokal-, regional- och långdistanståg som huvudsakligen körs av SNCF, samt av tunnelbana och regional- och lokalbussar under Marseilles offentliga trafikbolag RTM, Régie des Transports Métropolitains.
Med snabbtåg finns inrikesförbindelser bland annat i riktning mot Paris via Avignon och Lyon, samt i riktningarna mot Nice, Metz, Le Havre, Rennes, Annecy och Marne-la-Vallée. Internationella snabbtågförbindelser finns i riktningarna mot London, Bryssel, Frankfurt am Main, Basel, Genève, Amsterdam och Madrid via Barcelona. Andra fjärrtågsförbindelser finns mot Milano via Monaco samt mot Bordeaux. Nattåg finns mot Strasbourg och mot Luxemburg.
Regionaltåg finns i riktning mot Lyon, Avignon och Briançon, samt lokaltåg mot Miramas, Pertuis, Aix-en-Provence respektive Toulon.
Saint-Charles är även det centrala navet för Marseilles tunnelbana och trafikeras av både linje 1 och 2.